# Монгольское землетрясение (1761)
Монгольское землетрясение — землетрясение, произошедшее 9 декабря 1761г. в Северо-Западной Монголии. Эпицентр располагался на восточных склонах Монгольского Алтая, в пределах крупного разлома Ар-Хутел. Магнитуда составила 8,3, а интенсивность достигла 11 баллов. По другим данным эпицентр находился севернее в районе Алтая на территории России и магнитуда составила 7,7.
Землетрясение ощущалось в Семипалатинске, Бийске, Барнауле, Красноярске. Сохранились рапорты из крепостей, охранявших границу.

Рапорт Диринга, из Янышева, 1-го декабря 1761:
В крепости Семипалатинской ноября 28 числа, в начале 4-го часу было земли трясение, продолжавшееся четверть часа; как башни, так и строения поколыблялись; оно шло от востока на запад.
Завод Колыванский, от полковника Васильева: 
Сего ноября на 29-е число в ночи, в половине 8-го часу, во второй четверти в 30-й минуте, в Колыванском заводе было трясение земли 3 минуты, в живущих покоях было шатание, от сего и люди имели немалый страх.
Усть-Каменогорск, от майора Поливанова:
Минувшего ноября на 29-е число в ночи, на исходе 3-м часу, как здесь, в кр. Устькаменогорской, так и по дистанции оной во всех местах, так в защите Хлебопахатной, в станцах Уваровском, Красноярском и Барашкове, в деревнях Новой, Глубокой и Убинской, было страшное земли трясение, так что все хоромные строения колебались, и к верху насыпная земля из щелей сыпалась, и вода в сосудах колыхалась. А трясение шло с востока.